# Pseudogynoxys benthamii
Pseudogynoxys benthamii es una especie de plantas con flores en la familia de las asteráceas.
Es endémica de Argentina, Bolivia y Paraguay, y está amenazada por pérdida de hábitat.

## Fuente
- Zuloaga, FO y Morrone, O. (editores). 1996. Catálogo de las Plantas Vasculares de la República Argentina. Monografía en Botánica Sistemática, Jardín Botánico de Misuri, Vol. 60.